# Salonpas Cup de 2008
A Salonpas Cup  de 2008 foi uma competição de voleibol realizada em São Paulo (SP) no período de 27 de setembro a 5 de outubro de 2008, cuja fórmula de disputa consiste no confronto entre  si das equipes em turno único, as quatro melhores equipes se enfrentam  nas semifinais e as duas melhores fizeram a final, esta vencida pelo  Finasa/Osasco, comandada pelo técnico  Luizomar de Moura e  Fabiana Claudino  da equipe vice-campeã recebeu o prêmio de Melhor Jogadora desta edição.

## Participantes
- CDN/Mirador[1]
- Finasa/Osasco[1]
- Kinder Voleibol[1]
- Pinheiros/Mackenzie[1]
- Rexona/Ades[1]
- Scavolini Pesaro[1]

## Fase de Classificação
| Data   | Hora  |                       | Placar |                      | Set 1 | Set 2 | Set 3 | Set 4 | Set 5 | Total   | Relatório |
| ------ | ----- | --------------------- | ------ | -------------------- | ----- | ----- | ----- | ----- | ----- | ------- | --------- |
| 27 Set | 15:00 | Pinheiros/Mackenzie   | 0–3    | ' Scavolini Pesaro ' | 23–25 | 22–25 | 21–25 |       |       | 66–75   | 66–75     |
| 27 Set | 17:00 | 'Finasa/Osasco'       | 3–0    | CDN/Mirador          | 25–21 | 25–22 | 25–23 |       |       | 75–66   | 75–66     |
| 28 Set | 15:00 | 'Finasa/Osasco'       | 3–0    | Kinder Voleibol      | 25–8  | 25–4  | 25–13 |       |       | 75–25   | 75–25     |
| 28 Set | 17:00 | 'Rexona/Ades'         | 3–1    | Scavolini Pesaro     | 25–23 | 25–23 | 21–25 | 27–25 |       | 98–96   | 98–96     |
| 29 Set | 18:00 | Kinder Voleibol       | 3–1    | Scavolini Pesaro     | 18–25 | 5–25  | 10–25 |       |       | 33–75   | 98–33     |
| 29 Set | 20:00 | 'Rexona/Ades'         | 3–1    | CDN/Mirador          | 21–25 | 25–16 | 25–16 | 25–21 |       | 96–78   | 96–78     |
| 30 Set | 18:00 | Pinheiros/Mackenzie   | 3–0    | Kinder Voleibol      | 25–10 | 25–12 | 25–14 |       |       | 75–36   | 75–36     |
| 30 Set | 20:00 | Finasa/Osasco         | 0–3    | ' Rexona/Ades '      | 23–25 | 24–26 | 18–25 |       |       | 65–76   | 65–75     |
| 1 Out  | 18:00 | 'Pinheiros/Mackenzie' | 3–2    | CDN/Mirador          | 16–25 | 25–22 | 25–22 | 22–25 | 15–11 | 103–105 | 103–105   |
| 1 Out  | 20:00 | Finasa/Osasco         | 0–3    | 'Scavolini Pesaro '  | 12–25 | 20–25 | 18–25 |       |       | 50–75   | 50–75     |
| 2 Out  | 18:00 | CDN/Mirador           | 3–0    | Kinder Voleibol      | 25–17 | 25–10 | 25–12 |       |       | 75–39   | 75–39     |
| 2 Out  | 20:00 | Pinheiros/Mackenzie   | 1–3    | ' Rexona/Ades '      | 25–13 | 23–25 | 20–25 | 27–29 |       | 95–92   | 95–92     |
| 3 Out  | 16:00 | CDN/Mirador           | 1–3    | ' Scavolini Pesaro ' | 25–19 | 25–17 | 25–17 | 25–15 |       | 100–68  | 93–74     |
| 3 Out  | 18:00 | 'Finasa/Osasco'       | 3–2    | Pinheiros/Mackenzie  | 18–25 | 25–22 | 25–18 | 22–25 | 15–11 | 105–101 | 105–101   |
| 3 Out  | 20:00 | Rexona/Ades           | 3–0    | Kinder Voleibol      | 25–5  | 25–11 | 25–6  |       |       | 75–22   | 75–22     |

## Semifinais
| Data  | Hora  |                  | Placar |                     | Set 1 | Set 2 | Set 3 | Set 4 | Set 5 | Total | Relatório |
| ----- | ----- | ---------------- | ------ | ------------------- | ----- | ----- | ----- | ----- | ----- | ----- | --------- |
| 4 Out | 15:00 | Scavolini Pesaro | 1–3    | ' Finasa/Osasco '   | 26–24 | 20–25 | 15–25 | 17–25 |       | 78–99 | 78–99     |
| 4 Out | 17:00 | Rexona/Ades      | 3–0    | Pinheiros/Mackenzie | 25–23 | 25–22 | 25–17 |       |       | 75–62 | 75–62     |

## Terceiro Lugar
| Data  | Hora  |                  | Placar |                     | Set 1 | Set 2 | Set 3 | Set 4 | Set 5 | Total | Relatório |
| ----- | ----- | ---------------- | ------ | ------------------- | ----- | ----- | ----- | ----- | ----- | ----- | --------- |
| 5 Out | 07:00 | Scavolini Pesaro | 0–3    | Pinheiros/Mackenzie | 20–25 | 23–25 | 22–25 |       |       | 65–75 | 65–75     |

## Final
| Data  | Hora  |             | Placar |               | Set 1 | Set 2 | Set 3 | Set 4 | Set 5 | Total   | Relatório |
| ----- | ----- | ----------- | ------ | ------------- | ----- | ----- | ----- | ----- | ----- | ------- | --------- |
| 5 Out | 10:00 | Rexona/Ades | 2–3    | Finasa/Osasco | 16–25 | 25–27 | 25–22 | 27–25 | 13–15 | 106–114 | 106–114   |

## Classificação Final
| Campeão | Vice-campeão | Terceiro lugar |
| Finasa/OsascoCarol Albuquerque Paula Pequeno Adenízia da Silva Thaísa Menezes Sassá Lia Camila Brait Silvana Papini Natália Pereira Bárbara Bruch Ana Tiemi Suelle OliveiraTécnico: Luizomar de Moura | Rexona/Ades Fabiana Claudino Érika Coimbra Danielle Lins Regiane Bidias Joyce Silva Caroline Gattaz Fabiana Alvim Monique Pavão Raquel da Silva Amanda FranciscoTécnico: Hélio Griener | Pinheiros/MackenzieÂngela Moraes Fabiana Berto Tandara Caixeta Thaís Mariely Lígia Centeno Fernanda Garay Fernanda Tomé Arlene Xavier Daniele Arianne Tolentino Patrícia Bianchi Michelle Codato Michele Montico Técnico: Paulo Cocco |

| 4 | Scavolini Pesaro |
| 5 | CDN/Mirador      |
| 6 | Kinder Voleibol  |

## Prêmios individuais
| MVP (Most Valuable Player) | Fabiana Claudino     | Rexona/Ades         |
| Melhor bloqueio            | Fabiana Claudino     | Rexona/Ades         |
| Melhor sacador             | Thaísa Menezes       | Finasa/Osasco       |
| Melhor levantador          | Carolina Albuquerque | Finasa/Osasco       |
| Melhor defesa              | Fabiana Berto        | Pinheiros/Mackenzie |
| Melhor recepção            | Camila Brait         | Finasa/Osasco       |